# Pont Kennedy (Niamey)
Le pont Kennedy est le premier pont sur le Niger à Niamey, au Niger.

## Histoire
Il est construit en 1970 et porte le nom du président américain John F. Kennedy. Le 9 février 1990, un affrontement entre des étudiants de l'université de Niamey et des policiers sur le pont fait 20 morts parmi les civils et précipite la fin du régime militaire dirigé par le général Ali Saibou.

## Description
Sa construction a permis à Niamey de s'étendre sur la rive droite du fleuve à l'ouest dans l'arrondissement communal Niamey 5.